# Stefan Krook (ekonom)
Stefan Krook, född 13 september 1972 i Lackalänga församling i Malmöhus län, är en svensk ekonom.

## Biografi
Krook utbildade sig till civilekonom från Handelshögskolan i Stockholm. 
Stefan Krook är gift med Alexandra Krook (född 1969) och bosatt i Djursholm.

## Karriär
Krook grundade år 1997 den idag Telenorägda telekomoperatören Glocalnet.
Efter att ha avslutat sitt engagemang i Glocalnet tog han initiativ till stiftelsen GoodCause. Dess syfte är att grunda bolag vars avkastning går till välgörande ändamål. Första bolaget att grundas inom GoodCause var elbolaget GodEl. Därefter startades även bolagen GodFond och GodDryck.
2012 grundade Krook ett investeringsbolag tillsammans med Karl-Johan Persson, som har investerat i Kivra.